# Provincia Farah
Provincia Farah (paștună și persană: فراه) este una dintre provinciile Afganistanului. Este localizată în partea vestică, la frontiera cu statul Iran.